# Арсеник и старе чипке (филм из 1944)
Арсеник и старе чипке (енгл. Arsenic and Old Lace) је амерички мистеријски црнохумористички филм из 1944. године, режисера Френка Капре, у коме главну улогу тумачи Кери Грант. Сценарио су написали Џулијус и Филип Епстајн на основу истоимене представе Џозефа Кеселринга. Уговор са продуцентима представе предвиђао је да филм неће бити објављен све док се не заврши приказивање на Бродвеју. Првобитни планирани датум изласка филма био је 30. септембар 1942. године. Представа се показала као изузетно успешна, емитовала се три и по године, тако да је филм објављен тек 1944. године.
Главна улога Мортимера Брустера првобитно је била намењена Бобу Хоупу, али он није могао да се ослободи уговора са студијом Paramount Pictures. Капра је такође пришао Џеку Бенију и Ричарду Травису пре него што је сазнао да ће Грант прихватити улогу. На бродвејској сцени, Борис Карлоф је играо Џонатана Брустера, за кога се каже да „личи на Бориса Карлофа”. Карлоф, који је дао дозволу да се његово име користи у филму, остао је да глуми у представи како би умирио продуценте, који су се плашили да ће одлазак свих главних глумаца представе утицати на продају карата. Рејмонд Меси је преузео Карлофову улогу у филму. У споредним улогама у филму су се нашли Џек Карсон, Присила Лејн, Питер Лоре и Едвард Еверет Хоторн.
Џозефин Хал и Жан Адер глуме сестре Еби и Марту Брустер. Њих две, као и Џон Александер (који је играо Тедија Брустера), поновили су своје улоге из представе. Халова и Адерова су добили осмонедељно одсуство са сценске продукције, која је још увек била у току, али Карлоф није, пошто је он био инвеститор у представу и најпопуларнији члан њене глумачке екипе. Цео филм је снимљен у тих осам недеља и коштао је нешто више од 1,2 милиона долара од одобреног продукцијског буџета од 2 милиона долара.

## Радња
Породица Брустер из Бруклина води порекло од досељеника са Мејфлауера. Неколико славних портрета предака нижу се уз зидове њиховог старог породичног дома.
Мортимер Брустер, писац који је раније осуђивао брак као „старомодно сујеверје”, заљубљује се у Елејн Харпер, своју комшиницу. На Ноћ вештица, Мортимер и Елејн се венчавају. Елејн одлази у кућу свог оца да му каже радосне вести и да се спакује за медени месец, а Мортимер се враћа Еби и Марти, теткама које су га одгајале у старој породичној кући. Мортимеров брат Теди, који за себе верује да је Теодор Рузвелт, живи са њима. Сваки пут када Теди крене на спрат, викне „Навали!” и трчи уз степенице, имитирајући Рузвелтов чувени јуриш на брдо Сан Хуан 1898. године.
Трагајући за белешкама за своју следећу књигу, Мортимер проналази леш сакривен испод фотеље поред прозора. Он са ужасом претпоставља да су Тедија заблуде довеле до тога да изврши убиство. Еби и Марта весело објашњавају да су оне заправо одговорне, као и да „помажу” усамљеним старим нежењама тако што прекидају њихову „муку”. Оне су поставиле знак „Соба за изнајмљивање” како би привукле жртву, а затим би га послужиле чашом вина напуњеном арсеном, стрихнином и цијанидом. Тела у подруму закопава Теди, који верује да су у питању жртве жуте грознице које су страдале у изградњи Панамског канала.
Док Мортимер покушава да свари ове информације, у кућу стиже његов брат Џонатан са својим саучесником алкохоличарем, пластичним хирургом др Херманом Ајнштајном. Џонатан је такође серијски убица који покушава да побегне од полиције и реши се своје последње жртве, господина Спеналца. Џонатаново лице, које је Ајнштајн изменио у пијаном стању, подсећа на шминку Франкенштајновог чудовишта Бориса Карлофа. Џонатан сазнаје тајну својих тетака и предлаже да сахрани своју жртву у подруму. Еби и Марта се жестоко противе јер су њихове жртве били „фина” господа, док је Џонатанова жртва „странац”. Џонатан такође открива своју намеру да убије Мортимера.
Елејн је нестрпљива да оде на свој медени месец, али је забринута због Мортимеровог све чуднијег понашања док он махнито покушава да доведе ситуацију под контролу. Он безуспешно покушава да упозори полицију на Џонатаново присуство. Да би скренуо пажњу са својих тетака и лишио их њиховог вољног, али неразумног саучесника, Мортимер покушава да поднесе документа како би Тедија легално сместио у менталну болницу. Забринут да је генетска предиспозиција за менталне болести у његовој породици, Мортимер објашњава Елејн да не може да остане у браку са њом.
На крају Џонатан бива ухапшен, Ајнштајн бежи након што је потписао Тедијева документа за пријем у болницу, Теди је безбедно послат у институцију, а његове тетке инсистирају на томе да му се придруже. Након што су чули да је Мортимер потписао папире за пријем као њихов најближи рођак, Еби и Марта су забринуте да би могли бити ништавни; откривају Мортимеру да он заправо није Брустер: његова мајка је била породична куварица, а отац кувар на пароброду. Са олакшањем, он пожудно љуби Елејн и одводи је на медени месец.

## Улоге
| Глумац               | Улога                   |
| -------------------- | ----------------------- |
| Кери Грант           | Мортимер Брустер        |
| Присила Лејн         | Елејн Брустер           |
| Џозефин Хал          | тетка Еби Брустер       |
| Жан Адер             | тетка Марта Брустер     |
| Рејмонд Меси         | Џонатан Брустер         |
| Питер Лоре           | др Херман Ајнштајн      |
| Џон Александер       | „Теди Рузвелт” Брустер  |
| Џек Карсон           | полицајац Патрик О’Хара |
| Џон Риџли            | полицајац Сандерс       |
| Едвард Макнамара     | наредник Брофи          |
| Џејмс Глисон         | поручник Руни           |
| Едвард Еверет Хоторн | господин Видерспун      |
| Грант Мичел          | свештеник Харпер        |
| Вон Глејзер          | судија Калман           |
| Честер Клут          | др Гилкрист             |
| Едвард Маквејд       | господин Гибс           |

## Позадина
Представу Арсеник и старе чипке написао је Џозеф Кеселринг, син немачких имиграната и бивши професор на Бетел колеџу, пацифистичком менонитском колеџу. Написана је у антиратној атмосфери касних 1930-их. Стручњак за Френка Капру, Метју Гантер, тврди да је дубока тема и представе и филма тешкоћа Америке да се ухвати у коштац са позитивним и негативним последицама слободе коју тврди да подржава, а коју Брустерови захтевају. Иако је њихова кућа најлепша у улици, у подруму се налази 12 тела. Та недоследност је метафора за америчку борбу да помири насиље већег дела своје прошлости са свеприсутним митовима о њеној улози светионика слободе.
Сет који је коришћен за дом Брустерових у Арсенику и старим чипкама поново је употребљен у филму Џорџ Вашингтон је спавао овде из 1942. године. Да би се уверили да изгледа као оронула сеоска кућа у потоњем филму, екипе студија Warner Bros. су срушиле гелендере, кровне греде и спратове на сету.

## Пријем

### Зарада
Према записима студија, филм је зарадио 2.836.000 долара у Сједињеним Државама и 1.948.000 долара у остатку света.

### Критике
Критичари су позитивно оценили филм. Критичар новина The New York Times сажео је став већине: „У целини, филм пружа добру, сабласну забаву.” Часопис Variety је изјавио: „Каприна неелаборативна продукција хвата боју и дух представе, док ју је способан тим сценариста Џулијуса и Филипа Епстајна претворио у веома изводљив, чврсто компримован сценарио. Каприна сопствена интелигентна режија је заокружује.” Harrison's Reports пише: „Урнебесно забаван, требало би да се испостави као једна од највећих атракција на биоскопским благајнама ове године.” Џон Ларднер из The New Yorker-а назвао је филм „практично једнако смешним у филмском облику као што је био на сцени, и заиста је смешан.”
Процењујући филм 1968. године, Чарлс Хајам и Џоел Гринберг изјављују у књизи Холивуд четрдесетих да је „Френк Капра пружио прилично пренаглашену и натегнуту верзију Арсеника и старих чипки”.
На веб-страници Rotten Tomatoes, филм има рејтинг одобравања од 86% на основу 35 рецензија, са просечном оценом од 7,7/10.
Амерички филмски институт је 2000. године сместио Арсеник и старе чипке на 30. место листе 100 година АФИ-ја... 100 комедија.